# Naftex Boergas
Naftex Boergas (Bulgaars: ПФК Нафтекс Бургас) was een Bulgaarse voetbalclub uit Boergas aan de Zwarte Zee.
In 1962 richtten arbeiders van de toekomstige olieraffinaderij Neftochim' de club Stroitel op. De eerste wedstrijd was tegen Lokomotiv Boergas een club die in 1932 opgericht werd. Nadat in 1964 de oliemaatschappij Neftochim genoemd werd veranderde de clubnaam in FC Neftochimik Boergas.
In 1965 promoveert de club naar de 2de klasse. In 1969 besliste de communistische partij die aan de macht was in Bulgarije dat er één team moest zijn in Boergas en Neftochimik verdween voor 12 jaar. Tsjernomorets Boergas was de dominante club van de stad. Neftochimik speelde wel nog op liefhebbersniveau en fusioneerde in 1981 met Lokomotiv dat een nieuw stadion zocht. In 1986 werd de naam DFS Neftochimik aangenomen. De club speelde in 1993 voor het eerst terug in de hoogste klasse en kon daar regelmatig een hoge plaats bemachtigen. De nieuwe naam Naftex werd in 2002 aangenomen. De club degradeerde in het seizoen 2005/06. Hierna werd de club een satellietclub van PSFC Tsjernomorets Boergas. Op 6 juli 2009 ging Naftex Boergas failliet. Een dag later werd een lokale amateurclub Athletic Boergas in Neftochimic Burgas 1986 hernoemd en de eigenaren zien het als opvolger van Naftex.

## in Europa
Uitslagen vanuit gezichtspunt Naftex Boergas
| Seizoen | Competitie | Ronde | Land               | Club             | Totaalscore | 1e W    | 2e W    | PUC |
| ------- | ---------- | ----- | ------------------ | ---------------- | ----------- | ------- | ------- | --- |
| 1997/98 | UEFA Cup   | 1Q    | Vlag van Noorwegen | SK Brann Bergen  | 4-4 u       | 1-2 (U) | 3-2 (T) | 2.0 |
| 2000/01 | UEFA Cup   | Q     | Vlag van Cyprus    | Omonia Nicosia   | 2-1         | 0-0 (U) | 2-1 (T) | 2.5 |
|         |            | 1R    | Vlag van Rusland   | Lokomotiv Moskou | 2-4         | 2-4 (U) | 0-0 (T) | 2.5 |

Totaal aantal punten voor UEFA coëfficiënten: 4.5